# Кэмпбелл, Кенрой
Кенрой Кэмпбелл (англ. Kenroy Campbell; род. 30 мая 2002, Сент-Мэри, Мидлсекс) — ямайский футболист, вингер клуба РФС. Выступал в национальной сборной Ямайки. На правах аренды выступает в клубе «Тукумс 2000».

## Карьера

### «Кавалер»
В 2022 году футболист стал выступать в ямайском клубе «Кавалер». Дебютировал за клуб 16 января 2022 года в матче против клуба «Арнетт Гарденс», выйдя на поле в стартовом составе и отличившись своей первой результативной передачей. Дебютный гол за клуб забил 13 февраля 2022 года в матче против клуба «Харбор Вью». В мае 2022 года вместе с клубом принимал участия в Карибском кубке КОНКАКАФ. По итогу сезона вместе с клубом стал бронзовым призёром чемпионата, где в матче за третье место 3 июля 2022 года победил клуб «Уотерхаус», в котором футболист отличился забитым голом. За сезон футболист успел отличиться 4 забитыми голами и 3 результативными передачами во всех турнирах.

#### Аренда в «Зимбру»
В августе 2022 года футболист на правах арендного соглашения присоединился к молдавскому клубу «Зимбру» до конца сезона. Дебютировал за клуб 4 сентября 2022 года в матче против клуба «Милсами», выйдя на поле в стартовом составе. Футболист быстро закрепился в основной команде клуба, чередуя матчи в стартовом составе и со скамейки запасных. По итогу первой половины сезона вышел в финальный этап чемпионата. Дебютный гол за клуб забил 18 марта 2023 года в матче против «Милсами». По итогу сезона вместе с клубом стал бронзовым призёром чемпионата. Покинул клуб по окончании срока арендного соглашения.

### РФС

#### Аренда в «Даугавпилс»
В июле 2023 года футболист перешёл в латвийский клуб РФС, сразу же отправившись на правах арендного соглашения в «Даугавпилс» до конца сезона. Дебютировал за клуб 27 августа 2023 года в матче против клуба «Ауда», выйдя на замену в начале второго тайма. Дебютный гол за клуб футболист забил 29 сентября 2023 года в матче против клуба «Метта». Завершил сезон футболист на итоговом седьмом месте в чемпионате, отличившись своим единственным забитым голом. По окончании срока арендного соглашения футболист покинул клуб.

#### Аренда в «Тукумс 2000»
В феврале 2024 года футболист на правах арендного соглашения присоединился к клубу «Тукумс 2000» до конца сезона. Дебютировал за клуб футболист 9 марта 2024 года в матче против «Лиепаи», выйдя на поле в стартовом составе. Дебютным забитым голом за клуб футболист отличился 4 апреля 2024 года в матче против клуба «Гробиня».

## Международная карьера
В 2019 году в составе юношеской сборной Ямайки до 17 лет принимал участие в юношеском чемпионате КОНКАКАФ. Дебютировал за сборную 1 мая 2019 года в матче против сборной Мексики. Вместе со сборной вышел в раунд плей-офф, с третьего места в группе, где уступил сборной Сальвадора.
В мае 2022 года футболист получил вызов в национальную сборную Ямайки. Дебютировал за сборную 4 июня 2022 года в матче Лиги наций КОНКАКАФ против сборной Суринама.